# Cinchona parabolica
Cinchona parabolica är en måreväxtart som beskrevs av Pav.. Cinchona parabolica ingår i släktet Cinchona och familjen måreväxter. Inga underarter finns listade i Catalogue of Life.